# Thin-le-Moutier
Thin-le-Moutier é uma comuna francesa na região administrativa de Grande Leste, no departamento das Ardenas. Estende-se por uma área de 39,72 km². Em 2010 a comuna tinha 646 habitantes (densidade: 16,3 hab./km²).